# Яблоница (Верховинский район)
Я́блоница (укр. Яблуниця) — село в Белоберёзской сельской общине Верховинского района Ивано-Франковской области Украины.
Население по переписи 2001 года составляло 853 человека. Занимает площадь 19 км². Почтовый индекс — 78731. Телефонный код — 03432.